# William Bliss Baker

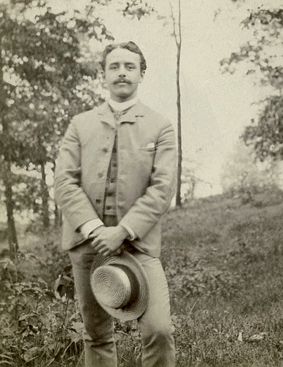
William Bliss Baker (1. Hälfte 1880er Jahre)

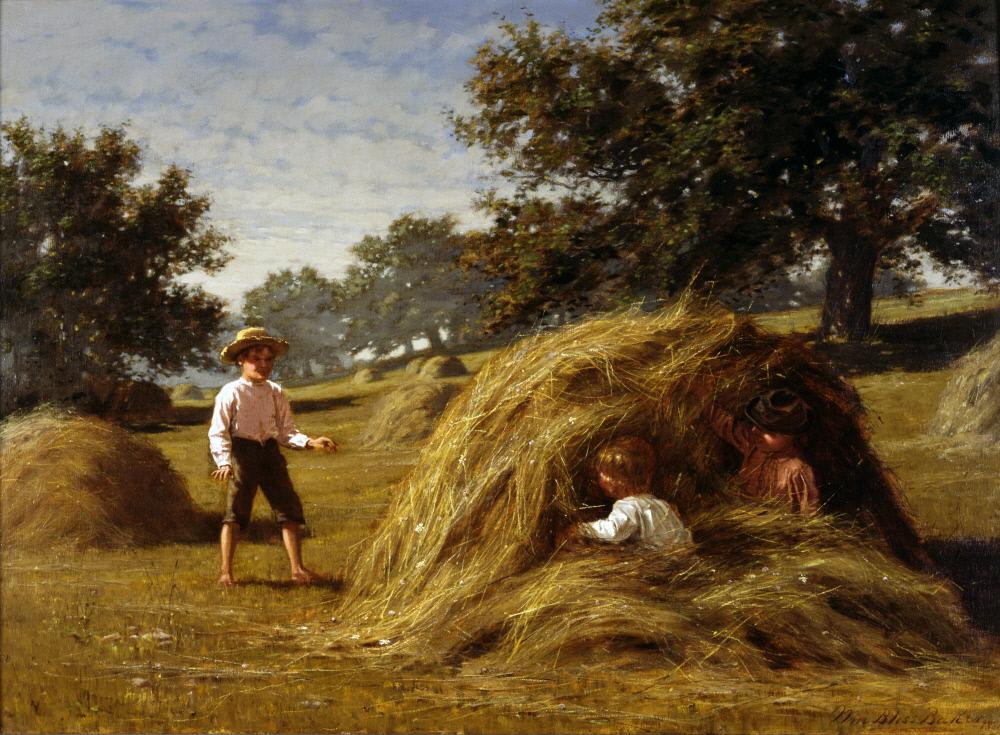
Hiding in the Haycocks (Versteck im Heuhaufen), 1881. Memphis Brooks Museum of Art

William Bliss Baker (* 27. November 1859 in New York City; † 20. November 1886 in Hoosick Falls, New York) war ein US-amerikanischer Landschaftsmaler, der dem Realismus zugerechnet wird. Er wird zur Hudson River School gezählt.

## Leben

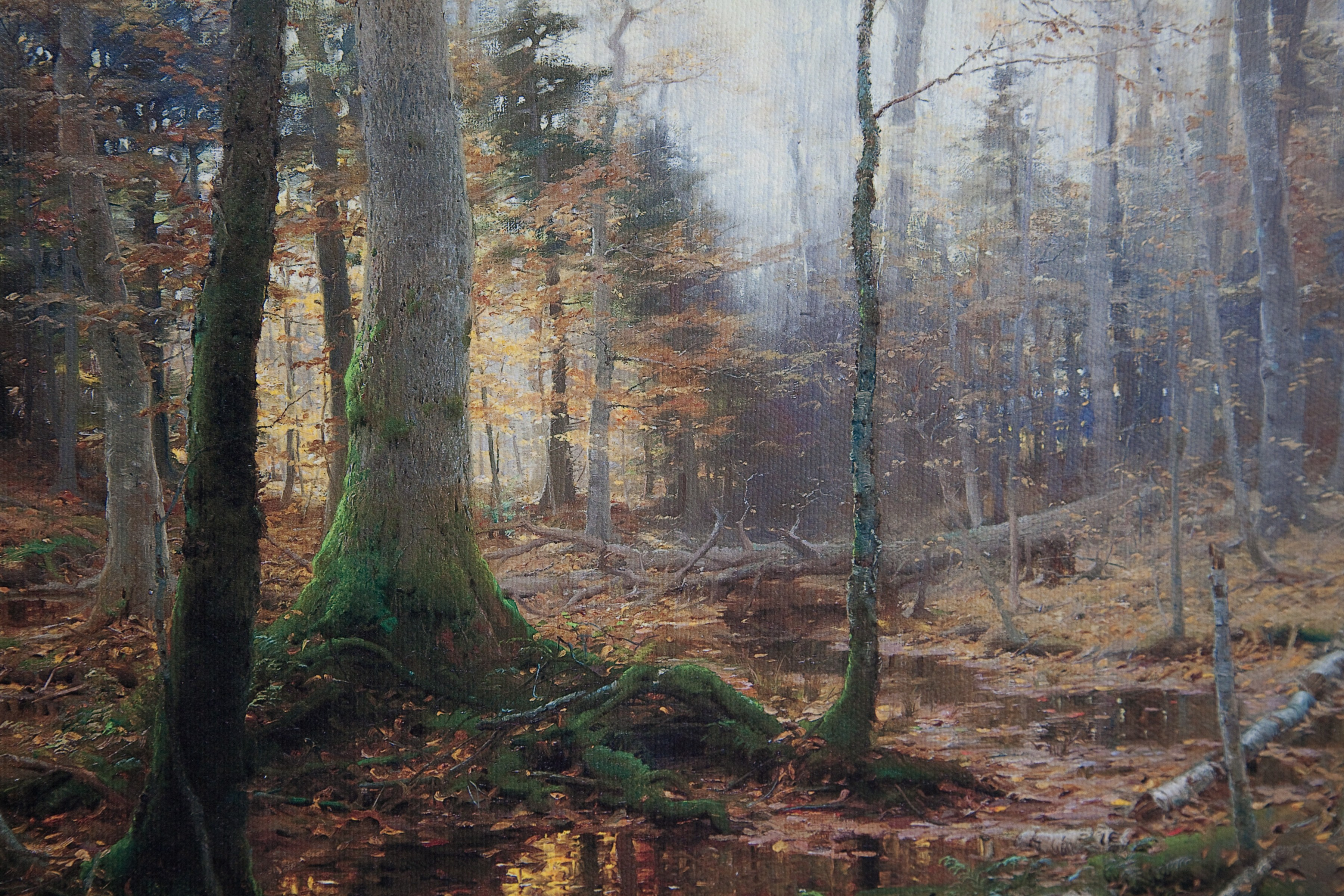
Fallen Monarchs, 1886. Brigham Young University Museum of Art

William Bliss Baker wurde 1859 in New York geboren und wuchs in Ballston Springs im Norden des Bundesstaates auf. Bakers frühe Vorliebe für die Malerei führte dazu, dass er sich im Alter von nur siebzehn Jahren an der National Academy of Design einschrieb. 
1876 begann er sein Studium, wo er unter anderem bei Albert Bierstadt und Mauritz de Haas lernte. Nach seinem Abschluss richtete er Ateliers in Clifton Park und New York City ein. 
Der Salmagundi Sketch Club lud Baker ab 1881 ein, seine Arbeiten im Rahmen der Black and White Exhibitions auszustellen, was der Künstler in den folgenden fünf Jahren mit Ausnahme von 1885 auch tat. Aufgrund der strikten Beschränkung auf ausschließlich schwarz-weiße Arbeiten boten diese Ausstellungen Baker die Möglichkeit, seine Werke neben denen von William Merritt Chase, Winslow Homer, den Moran-Brüdern, John Singer Sargent und James Abbott McNeill Whistler zu präsentieren.
Trotz seines frühen Todes im Alter von 26 Jahren hinterließ er ein Œuvre von über 130 Gemälden.

## Werk
William Bliss Baker war bekannt für seine realistischen Landschaftsdarstellungen, die oft die unberührte Natur des Nordostens der Vereinigten Staaten einfingen. Sein Werk Fallen Monarchs (1886) gilt als herausragendes Beispiel seiner Fähigkeit, Licht und Textur detailgetreu darzustellen. Dieses Gemälde befindet sich heute im Brigham Young University Museum of Art. 